# Stockfish (programme d'échecs)
Pour l’article homonyme, voir Stockfish.
Stockfish est un moteur d'échecs libre développé principalement par Marco Costalba, Joona Kiiski, Gary Linscott, Stéphane Nicolet, Tord Romstad et Joost VandeVondele, avec également de nombreuses contributions d'une large communauté de développeurs open source. Il est distribué gratuitement sous la licence publique générale GNU version 3 ou ultérieure.
Depuis les années 2010, Stockfish est régulièrement classé premier ou près du haut de la liste de la plupart des classements des moteurs d'échecs ; il est considéré comme le moteur d'échecs conventionnel de cette période le plus puissant du monde. Il a notamment remporté les championnats du monde informels d'échecs informatiques au cours des saisons 6 (2014), 9 (2016), 11 (2018), 12 (2018), 13 (2018), 14 (2019), 16 (2019), 17 (2019) et 18 (2020). Il a terminé deuxième des saisons 5 (2013), 7 (2014), 8 (2015) et 15 (2019).
En février 2025, Stockfish 17 est évalué comme possédant un classement Elo équivalent à 3 642 points, ce qui est un record mondial à cette date.
Le nom « Stockfish » fait référence au commerce du stockfisch (des filets de poisson séchés à l’air libre) de Scandinavie en Italie. C'est un clin d’œil du développeur italien Marco Costalba qui a écrit le programme Stockfish en s'inspirant du programme open-source « Glaurung » du norvégien Tord Romstad, sorti en 2004. C'est aussi une allusion au « petit poisson » Rybka, un autre programme d'échecs populaire.

## Historique
Stockfish provient de Glaurung, un moteur de jeu d'échecs open source créé par Tord Romstad et sorti en 2004. Marco Costalba crée Stockfish 1.0 en novembre 2008, reprenant la version 2.1 de Glaurung, corrigeant quelques bugs et incluant des améliorations.[réf. souhaitée]
Pendant quelque temps, les nouvelles idées et les changements de code sont échangés entre les deux programmes, jusqu'à ce que Romstad décide d'arrêter Glaurung en faveur de Stockfish, qui est alors la version de moteur la plus avancée. La dernière version de Glaurung date de décembre 2008.[réf. souhaitée]
Au 30 décembre 2010, Stockfish est classé deuxième pour sa force de jeu parmi les programmes testés par le site Computer Chess Rating Lists(CCRL), avec un classement Elo de 3 223 points, contre 3 262 points pour Rybka, 3 182 pour Naum et 3 180 pour Critter. Pour rappel, aucun joueur humain n'est arrivé à atteindre 2 900 points au classement Elo, le record étant 2 882 points par Magnus Carlsen, l'ancien champion du monde et actuel numéro un mondial.
En 2011, Romstad ne s'implique plus dans Stockfish, préférant passer du temps sur une application d'échecs pour iOS.
En février 2013, Gary Linscott crée une plateforme de développement en ligne nommée Fishtest, permettant à quiconque de proposer et de tester des améliorations pour Stockfish afin d'accélérer son développement.[réf. souhaitée]
En mai 2014, Stockfish 5 prend la tête du classement Computer Chess Rating Lists avec 3 369 points Elo, Houdini 4 étant second avec 3 336 points.[réf. souhaitée]
Le 30 mai 2014, Stockfish remporte la super-finale du tournoi Thoresen Chess Engines Competition (TCEC) saison 6 contre Komodo 7x (+13 =45 -6, sur le score 35½ - 28½).
Le 18 juin 2014, Marco Costalba annonce qu'il réduit son implication dans le développement de Stockfish et demande à la communauté de créer une branche pour la version actuelle et de continuer son développement. Un répertoire officiel, dirigé par un groupe restreint de développeurs de Stockfish, est créé peu après et gère le développement du projet depuis ce jour.
Le 28 janvier 2015, la version 6 de Stockfish lui permet de reprendre la première position du classement des programmes d'échecs devant Komodo 8.[réf. souhaitée]
En juin 2020, un fork du réseau neuronal efficacement actualisable (efficiently updatable neural network (en), NNUE) introduit par des programmeurs de shogi informatiques, appelé Stockfish NNUE, est discuté par les développeurs de Stockfish,. En juillet 2020, le site chess.com rapporte que Stockfish NNUE innove « dans le domaine des échecs informatiques en incorporant un réseau neuronal dans le moteur d'échecs Stockfish déjà incroyablement puissant ». Une fusion NNUE dans Stockfish est ensuite annoncée, et des versions de développement deviennent disponibles,.
En septembre 2020, la version 12 de Stockfish intègre l'amélioration du réseau de neurones NNUE susmentionnée. Selon un billet posté sur le blog des développeurs de Stockfish, cette nouvelle version du programme « joue nettement plus fort que n'importe lequel de ses prédécesseurs », remportant généralement dix fois plus de parties qu'il n'en perd lorsqu'il est comparé à sa version 11.

## Caractéristiques

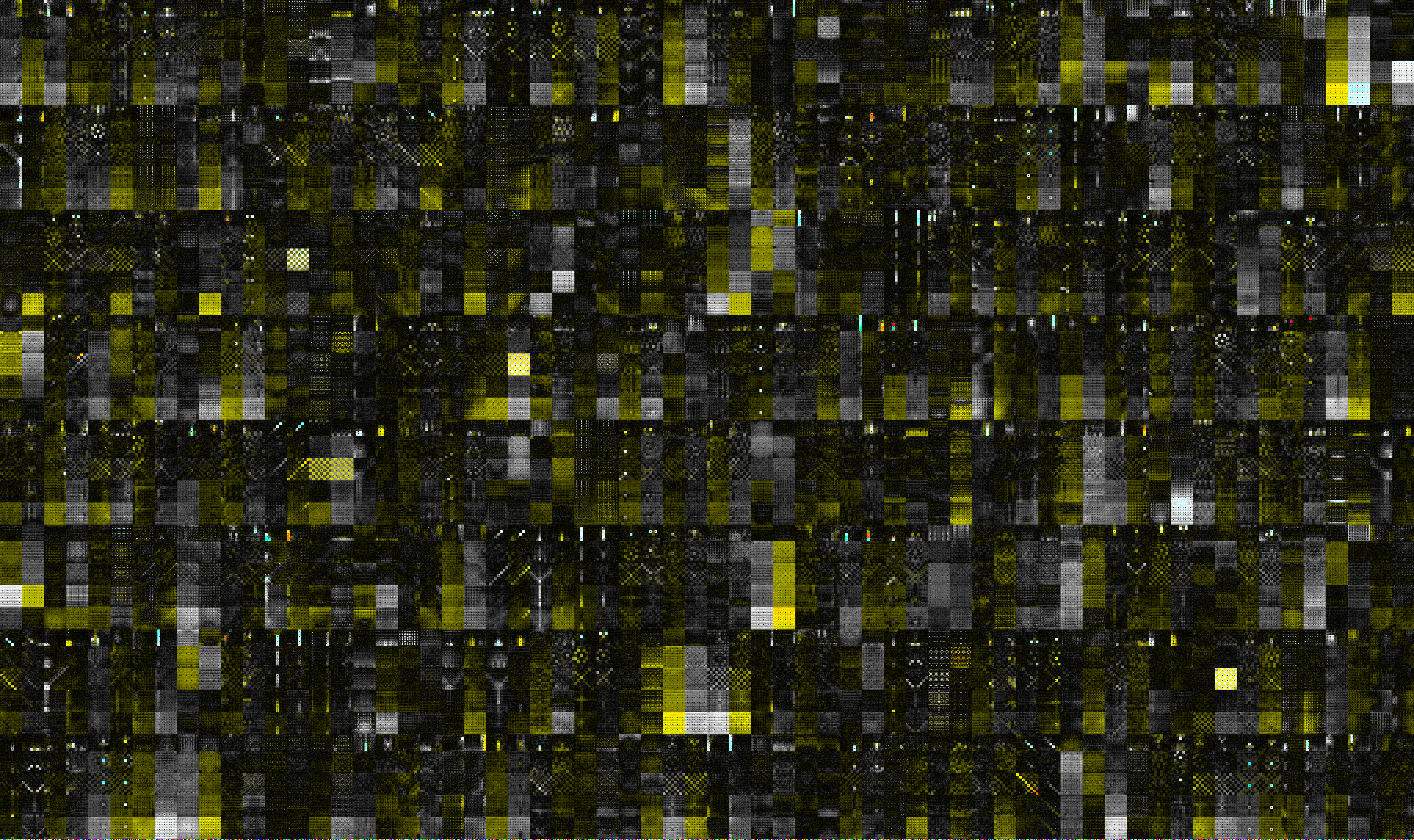
Visualisation du réseau neuronal (efficiently updatable neural network) de Stockfish, implémenté en 2020.

Stockfish peut utiliser jusqu'à 512 cœurs au sein d'un système multiprocesseur. La taille maximale de sa table de transposition (en) (hash size) est de 32 téraoctet. Stockfish implémente également une version avancée de la recherche alpha-beta et des bitboards. Comparés à d'autres moteurs, le programme est caractérisé par sa profondeur de jeu importante, en partie due à un élagage et des réductions agressives de coups tardifs (late move reductions (en)). 
Le programme supporte le Chess960 (une caractéristique héritée du programme Glaurung), un mode de jeu dans lequel il est considéré comme la référence.
Le module intègre aussi nativement les tables de finales de 6 pièces et moins depuis sa version 6 (2014), grâce à la table de finale « Syzygy endgame tablebases ». Auparavant disponible dans un fork maintenu par Ronald de Man, la table Syzygy est implémentée dans Stockfish à cette date. En 2018, le support pour la table Syzygy de 7 pièces ou moins a été ajouté, peu de temps après être devenu disponible.[réf. souhaitée]

## Force de jeu
Stockfish, programme libre et gratuit, est le meilleur logiciel d'échecs non commercial au monde depuis mai 2014. Sur l'ensemble des logiciels, il est généralement considéré comme le plus puissant des moteurs, bien que la place soit disputée par des moteurs comme Leela Chess Zero ou Komodo,,.
Il détient le record historique mondial de points au classement Elo, avec 3 548 points sur le benchmark CCRL 40/15 en mai 2021.
Stockfish descend plus vite et plus profondément dans son arbre d'analyse que la plupart des autres programmes, ce qui le rend fort tant en tactique (surtout sur les poussées de pions) qu'en finale, où il peut alors utiliser ses tables de finales.

## Résultats en compétition

### Top Chess Engine Championship
En 2013, Stockfish termine parmi les finalistes des saisons 4 et 5 du Top Chess Engine Championship (TCEC), avec un score de 23 contre 25 face à Houdini 3 en finale et plus tard contre Komodo 1142. La saison 5 est remarquable par la victoire de l'équipe de Komodo, dans le sens où elle accepte la récompense à titre posthume pour le créateur du programme, Don Dailey (en), qui succombe à une maladie durant la dernière période de l'évènement. En son honneur, une version de Stockfish sort, la « Stockfish DD ».
Le 5 décembre 2016, Stockfish remporte la saison 9 du TCEC en battant Houdini 54,5 à 45,5. Il termine à la troisième place lors de la saison 10 du TCEC, derrière Houdini 6.02 et Komodo 1959 et gagne le tournoi rapide TCEC saison 10 devant Houdini.[réf. souhaitée]
De janvier à novembre 2018, il remporte successivement les super finales des saisons 11, 12 et 13, respectivement contre Houdini (avec un score de 59-41) durant la saison 11, contre Komodo (avec un score écrasant de 60-40) durant la saison 12, et à nouveau contre Komodo (avec un score de 55-45) lors de la saison 13.[réf. souhaitée]
La saison 14 fut très serrée, Stockfish remportant la finale contre LCZero (sur le score de 50,5-49,5).[réf. souhaitée]

### Match Stockfish vs Nakamura
En août 2014, le grand maître américain Hikaru Nakamura joue un match en quatre parties contre la version 5 de Stockfish. Durant les deux premières parties, Nakamura a pu jouer en s'aidant d'une ancienne version de Rybka. Le but était de savoir si un joueur assisté d'un ordinateur réfléchissait mieux qu'un ordinateur seul. Durant les deux parties suivantes, Nakamura n'a pas bénéficié de l'assistance de Rybka, mais Stockfish a été pénalisé d'un handicap d'un pion.
Le match s'est terminé sur le score de 3-1 en faveur de Stockfish, avec deux victoires et deux parties nulles (1.5-0.5 à chaque phase du match).
Les deux victoires de Stockfish dans ce match sont le résultat de positions dans lesquelles Nakamura, comme c'est typique pour un joueur de son style, a insisté pour obtenir la victoire au lieu d'accepter un match nul.

### Match Stockfish vs AlphaZero
Le 5 décembre 2017, AlphaZero, le programme d'intelligence artificielle de la société DeepMind bat Stockfish 8 dans un match en 100 parties sur le score de 64-36 (25 parties gagnées avec les blancs, 3 avec les noirs, 72 nulles) sans aucune défaite, ce qui correspond à 100 points Elo de différence.
AlphaZero utilise des réseaux neuronaux et un algorithme d'apprentissage par renforcement de type Monte-Carlo, contrairement à Stockfish qui utilise une recherche alpha-bêta performante et qui développe un vaste arbre de recherche. Lors de son apprentissage du jeu, AlphaZero (qui ne connaissait que les règles de base des échecs) aurait joué 44 millions de parties contre lui-même. Pour son match préparatoire, il a joué 1 200 parties de 1 seconde par coup face à une version de Stockfish.
AlphaZero a utilisé 5000 TPUs (Tensor Processing Unit) de première génération pour générer les parties jouées contre lui-même, et 64 TPU de deuxième génération pour former les réseaux de neurones. Avec 4 TPU pour le match, il a dépassé les performances de Stockfish après seulement 4 heures d'apprentissage. De son côté pour ce match, Stockfish fonctionnait sur un ordinateur doté d'un processeur de 64 threads et de 1 GB de hash size (table de transposition (en)). AlphaZero traitait environ 80 000 positions par seconde, par rapport aux 70 millions de Stockfish 8.
Stockfish aurait cependant été désavantagé lors du match, par la cadence de jeu (1 min/coup) ainsi que par l'inférieure puissance de calcul de la machine sur laquelle il tournait, bien que la plupart des grands maîtres humains estiment que les coups d’AlphaZero montraient une supériorité qualitative dans le jugement positionnel,. Stockfish n'eut également pas accès à sa bibliothèque d'ouvertures ni aux tables de finales, ce qui relativise (mais n'annule pas) la performance d'AlphaZero.
En décembre 2018, un ensemble beaucoup plus vaste de parties, jouées avec différentes versions de Stockfish (cadences, accès ou non aux bibliothèques, etc.) a confirmé la supériorité d'AlphaZero, avec cependant une domination un peu moindre,.

## Fishtest
Depuis 2013, Stockfish est développé en utilisant un framework de tests distribué appelé « Fishtest ». Des volontaires peuvent ainsi consacrer du temps machine pour tester les modifications apportées au programme.
Les changements sont acceptés ou rejetés selon les résultats récoltés après la simulation de centaines de milliers de parties, jouées à l'aide du framework contre une ancienne version du programme. Environ 700 testeurs participent au projet.
En octobre 2015, Fishtest comptabilisait plus de 320 années de temps de calcul avec plus de 200 millions de parties jouées. Après l'arrivée de Fishtest, Stockfish a progressé de 120 points Elo en seulement 12 mois, ce qui l'a placé parmi les meilleurs programmes d'échecs du marché.[réf. souhaitée]
Il est possible de voir l'évolution du module en jouant contre la version 7 de Stockfish en 30 minutes +0.3, fonctionnant sur un ordinateur doté d'un double processeur Xeon E5-2670 à 16 cœurs.

## Plateformes

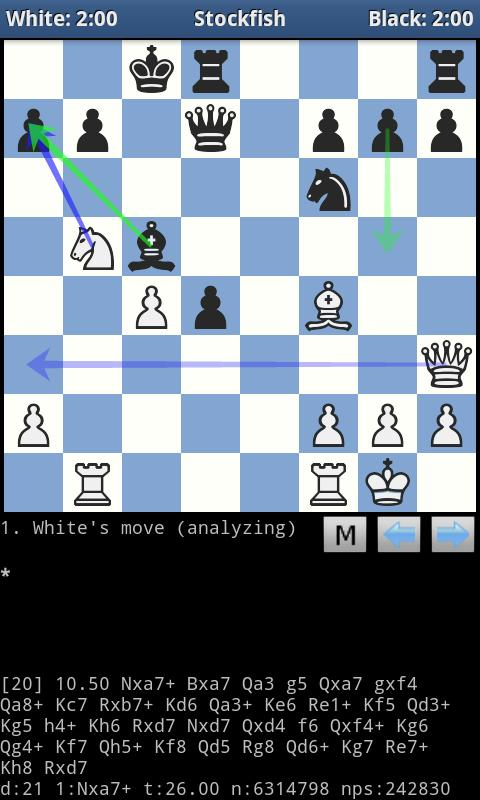
Capture d'écran de DroidFish, un programme d'échecs libre pour système Android basé sur Stockfish.

Les versions stables et de développement de Stockfish sont disponibles en code source C++ et compilées pour Microsoft Windows, Mac OS X et Linux dans les variantes 32 bits et 64 bits. « DroidFish » est la version Android de Stockfish, tandis que « SmallFish » est la version iOS du programme.

## Versions
- Stockfish 1 : 2 novembre 2008
- Stockfish 2 : 1er janvier 2011
- Stockfish 3 : 30 avril 2013
- Stockfish 4 : 20 août 2013
- Stockfish DD : 29 novembre 2013
- Stockfish 5 : 31 mai 2014
- Stockfish 6 : 28 janvier 2015
- Stockfish 7 : 2 janvier 2016
- Stockfish 8 : 1er novembre 2016
- Stockfish 9 : 1er février 2018
- Stockfish 10 : 29 novembre 2018
- Stockfish 11 : 18 janvier 2020
- Stockfish 12 : 2 septembre 2020
- Stockfish 13 : 20 février 2021[37]
- Stockfish 14 : 2 juillet 2021[38]
- Stockfish 15 : 18 avril 2022
- Stockfish 16 : 30 juin 2023[39]
- Stockfish 16.1 : 24 février 2024
- Stockfish 17 : 6 septembre 2024